# Anthaxia mamaj
Anthaxia mamaj es una especie de escarabajo del género Anthaxia, familia Buprestidae. Fue descrita científicamente por Pliginski en 1924.